# بيت وخمس بيبان (مسرحية)
بيت وخمس بيبان مسرحية كوميدية تراجيدية شعبية عراقية، من إنتاج 1986.

## تأليف
- فاروق محمد.

## إخراج
- محسن العلي.[1]
- باسم صباح.

## بطولة
- سليمة خضير.[2]
- بهجت الجبوري.[2]
- جاسم شرف.[2]
- سناء عبد الرحمن.[2]
- مكي عواد.[2]
- سامي محمود.[2]
- بشرى إسماعيل.[2]
- حياة حيدر.[2]
- خليل إبراهيم.[2]